# Иван Тончев
Иван Тончев Стоилов е български футболист, нападател.

## Биография
Роден е на 9 февруари 1973 г. в Кърджали. Висок е 184 см и тежи 78 кг. Играл е за Арда, Хан Аспарух, Етър, Славия, Олимпик-Берое, Берое, Акратитос (Гърция), Вис Пезаро (Италия), Сан Марино Калчо (Италия), Падова (Италия), Пордечоне (Италия) и Ла Валета (Малта). От есента на 2006 г. играе в отбор от Катар.

## Статистика по сезони
- Арда – 1992/93 – В група, 11 мача/2 гола
- Арда – 1993/94 – В група, 30/27
- Арда – 1994/95 – В група, 30/11
- Арда – 1995/ес. - Б група, 19/3
- Хан Аспарух – 1996/пр. - Б група, 17/2
- Етър – 1996/97 – A група, 26/9
- Етър – 1997/98 – A група, 24/4
- Славия – 1998/99 – A група, 11/2
- Акратитос – 1999/ес. - B'Етники Категория, 8/3
- Олимпик-Берое – 1999/00 – A група, 14/4
- Берое – 2000/01 – A група, 26/8
- Вис Пезаро – 2001/02 – Серия C1, 27/12
- Сан Марино Калчо – 2002/ес. - Серия C2, 6/2
- Падова – 2002/ес. - Серия C1, 10/4
- Порденоне – 2003/пр. - Серия C2, 15/7
- Ла Валета – 2003/04 – Малтийска Премиер Дивизия, 12/5
- Берое – 2004/05 – A група, 14/2
- Берое – 2005/06 – A група, 10/6
- Сегашен треньор на АРДА999